# 寺本翔悟
寺本 翔悟（てらもと しょうご、1990年10月11日 - ）は、日本の俳優、スーツアクター。埼玉県出身。ジャパンアクションエンタープライズ所属。ジャパンアクションエンタープライズ第40期生。

## 出演

### テレビドラマ
- ハンマーセッション!（2010年7月10日 - 9月18日、TBS）
- 江〜姫たちの戦国〜（2011年1月9日 - 11月27日、NHK）
- 連続テレビ小説 梅ちゃん先生（2012年4月2日 - 9月29日、NHK） - 乗客 役
- ごきげん歌謡笑劇団（2012年、NHK）
- クロヒョウ2 龍が如く 阿修羅編（2012年4月5日 - 6月21日、TBS） - 鶴見を襲う人 役
- ダーティ・ママ! 第8話（2012年、日本テレビ） - 若者 役
- ヒトリシズカ（2012年、WOWOW） - スタンドイン / セーフティー
- 東京号泣教室（2013年、TOKYO MX） - カラミ
- 三匹のおっさん（2014年、テレビ東京） - アクションクルー
- MOZU Season1〜百舌の叫ぶ夜 第8・9話（2014年5月29日・6月5日、TBS） - 刑務官 役
- 芸能界もしもアワード 2014秋（2014年10月5日、テレビ朝日）
- ヤメゴク〜ヤクザやめて頂きます〜 第9話（2015年6月11日、TBS） - 構成員 役[2]
- 三匹のおっさん2（2015年、テレビ東京） - アクションクルー
- 神の舌を持つ男（2016年、TBS） - 村人 役[2] / アクションクルー[2]
- 視覚探偵 日暮旅人 第9話（2017年、日本テレビ） - ヤクザ 役
- 相棒 season17 第14話（2019年2月6日、テレビ朝日） - 男 役[2]
- 太陽は動かない -THE ECLIPSE-（2020年5月24日 - 6月28日、WOWOW） - アクションクルー
- 太陽の子（2020年8月15日、NHK） - アクションクルー[3]

### 特撮テレビドラマ
- 仮面ライダーシリーズ（テレビ朝日）
  - 仮面ライダーW（2009年 - 2010年）
  - 仮面ライダーオーズ/OOO（2010年 - 2011年）
  - 仮面ライダーフォーゼ（2011年 - 2012年）
  - 仮面ライダーウィザード（2012年 - 2013年）
  - 仮面ライダー鎧武/ガイム（2013年 - 2014年）
  - 仮面ライダードライブ（2014年 - 2015年） - 爆弾処理班（第24話） 役
  - 仮面ライダーゴースト（2015年 - 2016年） - 河童（第36話）[4]
  - 仮面ライダーエグゼイド（2016年 - 2017年）
  - 仮面ライダービルド（2017年 - 2018年）
  - 仮面ライダージオウ（2018年 - 2019年）[2]
  - 仮面ライダーゼロワン（2019年 - 2020年） - オクレル（第2・24・43・44話）[5] 役
  - 仮面ライダーセイバー（2020年 - 2021年） - ズオス[6]、アヒルメギド[7]、ハクチョウメギド[7]、ダイオウイカ・デッドマン[8]
  - 仮面ライダーリバイス（2021年 - 2022年） - ダイオウイカ・デッドマン[9][8] / 仮面ライダーデモンズ（オルテカ）[9][8]、アノマロカリス・デッドマン[8]、仮面ライダーデモンズトルーパー[8]、ギフジュニア[8]、カマキリ・デッドマン[8]、チーター・デッドマン フェーズ2[8]、ギフテリアン[8]、警備員（第5話） 役
  - 仮面ライダーギーツ（2022年 - 2023年）
  - 仮面ライダーガッチャード（2023年 - 2024年） - チンピラ（第5話） 役
  - 仮面ライダーガヴ（2024年 - ）
- スーパー戦隊シリーズ（テレビ朝日）
  - 天装戦隊ゴセイジャー（2010年 - 2011年）
  - 海賊戦隊ゴーカイジャー（2011年 - 2012年）
  - 特命戦隊ゴーバスターズ（2012年 - 2013年）
  - 獣電戦隊キョウリュウジャー（2013年 - 2014年）
  - 烈車戦隊トッキュウジャー（2014年 - 2015年）[2]
  - 手裏剣戦隊ニンニンジャー（2015年 - 2016年）[2] - ニンジャレッド（分身）[10]
  - 動物戦隊ジュウオウジャー（2016年 - 2017年）[2]
  - 宇宙戦隊キュウレンジャー（2017年 - 2018年）[2]
  - 快盗戦隊ルパンレンジャーVS警察戦隊パトレンジャー（2018年 - 2019年）
  - 騎士竜戦隊リュウソウジャー（2019年 - 2020年）
  - 魔進戦隊キラメイジャー（2020年 - 2021年） - 警備員B（エピソード8） 役
  - 機界戦隊ゼンカイジャー（2021年 - 2022年） - 転売ヤー（第9カイ！）、クローバーキング（第14カイ！）[11]、レジェンド戦隊[12] 役
  - 暴太郎戦隊ドンブラザーズ（2022年 - 2023年） - 引ったくり犯（ドン5・13話） 役[13]、ドンムラサメ（未来 / ドン43話）[14][15]
  - 王様戦隊キングオージャー（2023年 - 2024年） - ハチオージャー[16][1][1]、格闘ゲームのプレイヤー（第34・47話）[1]、トウフ民（第37話） 役
  - 爆上戦隊ブンブンジャー（2024年） - 肉屋の主人 役（バクアゲ6）、ブロックベイグルマー（スーツアクター・声（バクアゲ7））[17]、タイジュウケイグルマー（声（バクアゲ40））
  - ナンバーワン戦隊ゴジュウジャー（2025年） - ゴジュウイーグル[18]、食い逃げ客（第9話） 役[19]

#### テレビスペシャル
- 烈車戦隊トッキュウジャーVS仮面ライダー鎧武 春休み合体スペシャル（2014年、テレビ朝日）

### 映画
- ブルーバレンタイン3D〜リベンジガール〜（2011年） - 臼井の手下 役
- 海賊戦隊ゴーカイジャーVS宇宙刑事ギャバン THE MOVIE（2012年1月21日）
- エイトレンジャー∞（2012年7月28日） - 部下 役
- 宇宙刑事ギャバン THE MOVIE（2012年10月20日）
- 探偵はBARにいる2 ススキノ大交差点（2013年5月11日） - マスク軍団
- エイトレンジャー2（2014年7月26日） - SP 役[2]
- イン・ザ・ヒーロー（2014年9月6日） - 忍者 役[2]
- 暗殺教室〜卒業編〜（2016年3月25日） - 自衛隊員 役[2]
- ナミヤ雑貨店の奇蹟（2017年9月23日） - アクションクルー
- 屍人荘の殺人（2019年12月13日）
- がんばれいわ!!ロボコン ウララ〜!恋する汁なしタンタンメン!!の巻（2020年7月31日） - アクションクルー[20]
- 無頼（2020年12月12日） - アクションクルー[21]
- 太陽は動かない（2021年3月5日） - アクションクルー[22]
- セイバー+ゼンカイジャー スーパーヒーロー戦記（2021年7月22日）
- スーパー戦闘 純烈ジャー（2021年9月10日）[23]
- スーパー戦闘 純烈ジャー 追い焚き☆御免（2022年9月1日）[24]
- 仮面ライダーシリーズ
  - 仮面ライダー×仮面ライダー オーズ&ダブル feat.スカル MOVIE大戦CORE（2010年12月18日）
  - オーズ・電王・オールライダー レッツゴー仮面ライダー（2011年4月1日） - 怪人
  - 劇場版 仮面ライダーオーズ WONDERFUL 将軍と21のコアメダル（2011年8月6日）
  - 仮面ライダー×仮面ライダー ウィザード&フォーゼ MOVIE大戦アルティメイタム（2012年12月8日） - ギャング、兵隊
  - 劇場版 仮面ライダーウィザード in Magic Land（2013年8月3日）
  - 仮面ライダー×仮面ライダー 鎧武&ウィザード 天下分け目の戦国MOVIE大合戦（2013年12月14日）
  - 劇場版 仮面ライダードライブ サプライズ・フューチャー（2015年8月8日）
  - 仮面ライダー×仮面ライダー ゴースト&ドライブ 超MOVIE大戦ジェネシス（2015年12月12日）[2]
  - 仮面ライダー1号（2016年3月26日）[2]
  - 劇場版 仮面ライダーゴースト 100の眼魂とゴースト運命の瞬間（2016年8月6日）
  - 劇場版 仮面ライダーエグゼイド トゥルー・エンディング（2017年8月5日）
  - 劇場版 仮面ライダービルド Be The One（2018年8月4日）
  - 劇場版 仮面ライダージオウ Over Quartzer（2019年7月26日）
  - 仮面ライダー 令和 ザ・ファースト・ジェネレーション（2019年12月21日） - オクレル 役[25][26]
  - 仮面ライダー電王 プリティ電王とうじょう!（2020年8月14日）[27]
  - 劇場版 仮面ライダーゼロワン REAL×TIME（2020年12月18日）[28]
  - 劇場短編 仮面ライダーセイバー 不死鳥の剣士と破滅の本（2020年12月18日）[29]
  - 劇場版 仮面ライダーリバイス（2021年7月22日）
  - 仮面ライダー ビヨンド・ジェネレーションズ（2021年12月17日）
  - 仮面ライダーギーツ×リバイス MOVIEバトルロワイヤル（2022年12月23日）
  - 仮面ライダー THE WINTER MOVIE ガッチャード&ギーツ 最強ケミー★ガッチャ大作戦（2023年12月22日）
  - 仮面ライダーガッチャード ザ・フューチャー・デイブレイク（2024年7月26日）
  - 仮面ライダーガヴ お菓子の家の侵略者（2025年）
- スーパー戦隊シリーズ
  - ゴーカイジャー ゴセイジャー スーパー戦隊199ヒーロー大決戦（2011年6月11日）
  - 海賊戦隊ゴーカイジャー THE MOVIE 空飛ぶ幽霊船（2011年8月6日）
  - 特命戦隊ゴーバスターズ THE MOVIE 東京エネタワーを守れ!（2012年8月4日）
  - 特命戦隊ゴーバスターズVS海賊戦隊ゴーカイジャー THE MOVIE（2013年1月19日）
  - 獣電戦隊キョウリュウジャーVSゴーバスターズ 恐竜大決戦! さらば永遠の友よ（2014年1月18日）
  - 烈車戦隊トッキュウジャー THE MOVIE ギャラクシーラインSOS（2014年7月19日）
  - 烈車戦隊トッキュウジャーVSキョウリュウジャー THE MOVIE（2015年1月17日）
  - 手裏剣戦隊ニンニンジャー THE MOVIE 恐竜殿さまアッパレ忍法帖!（2015年8月8日）
  - 手裏剣戦隊ニンニンジャーVSトッキュウジャー THE MOVIE 忍者・イン・ワンダーランド（2016年1月23日）[2]
  - 劇場版 動物戦隊ジュウオウジャー ドキドキサーカスパニック!（2016年8月6日）[2]
  - 劇場版 動物戦隊ジュウオウジャーVSニンニンジャー 未来からのメッセージ from スーパー戦隊（2017年1月14日）
  - 宇宙戦隊キュウレンジャー THE MOVIE ゲース・インダベーの逆襲（2017年8月5日）
  - 快盗戦隊ルパンレンジャーVS警察戦隊パトレンジャー en film（2018年8月4日）
  - 騎士竜戦隊リュウソウジャー THE MOVIE タイムスリップ!恐竜パニック!!（2019年7月26日）
  - 魔進戦隊キラメイジャー エピソードZERO（2020年2月8日）[30]
  - 機界戦隊ゼンカイジャー THE MOVIE 赤い戦い! オール戦隊大集会!!（2021年2月20日）[31]
  - 映画 王様戦隊キングオージャー アドベンチャー・ヘブン （2023年7月28日）
  - 爆上戦隊ブンブンジャー 劇場BOON! プロミス・ザ・サーキット（2024年7月26日）
  - ナンバーワン戦隊ゴジュウジャー 復活のテガソード（2025年7月25日） - ゴジュウイーグル
- スーパーヒーロー大戦シリーズ
  - 仮面ライダー×スーパー戦隊×宇宙刑事 スーパーヒーロー大戦Z（2013年4月27日）
  - 平成ライダー対昭和ライダー 仮面ライダー大戦 feat.スーパー戦隊（2014年3月29日）
  - スーパーヒーロー大戦GP 仮面ライダー3号（2015年3月21日）
  - 仮面ライダー×スーパー戦隊 超スーパーヒーロー大戦（2017年3月25日）

### オリジナルビデオ
- スーパー戦隊シリーズ
  - 帰ってきた天装戦隊ゴセイジャー last epic（2011年）
  - 海賊戦隊ゴーカイジャー キンキンに!ド派手に行くぜ!36段ゴーカイチェンジ!!（2011年）
  - 帰ってきた特命戦隊ゴーバスターズVS動物戦隊ゴーバスターズ（2013年）
  - 帰ってきた獣電戦隊キョウリュウジャー 100 YEARS AFTER（2014年）
  - 手裏剣戦隊ニンニンジャー アカニンジャーVSスターニンジャー百忍バトル!（2015年）
  - 行って帰ってきた烈車戦隊トッキュウジャー 夢の超トッキュウ7号（2015年）
  - 特捜戦隊デカレンジャー 10 YEARS AFTER（2015年） - デカブルー[32]
  - 帰ってきた手裏剣戦隊ニンニンジャー ニンニンガールズVSボーイズ FINAL WARS（2016年） - アオニンジャー[2]
  - 帰ってきた動物戦隊ジュウオウジャー お命頂戴!地球王者決定戦（2017年）
  - 炎神戦隊ゴーオンジャー 10 YEARS GRANDPRIX（2018年）
  - 王様戦隊キングオージャーVSキョウリュウジャー（2024年）
  - 爆上戦隊ブンブンジャーVSキングオージャー（2025年） - ハチオージャー[33]、肉屋[34]
- 仮面ライダーシリーズ
  - 仮面ライダーゴースト 一休眼魂争奪!とんち勝負（バトル）!!（2015年）
  - てれびくん超バトルDVD 仮面ライダーゴースト 一休入魂!めざめよ!オレのとんち力!!（2016年）
  - ドライブサーガ（2016年）
    - 仮面ライダーチェイサー
    - 仮面ライダーマッハ/仮面ライダーハート

  - ゴースト RE:BIRTH 仮面ライダースペクター（2017年）
  - 仮面ライダーエグゼイド トリロジー アナザー・エンディング 仮面ライダーブレイブ&仮面ライダースナイプ（2018年）
  - ビルド NEW WORLD 仮面ライダーグリス（2019年）
  - てれびくん超バトルDVD 仮面ライダーセイバー 集え！ヒーロー!!爆誕ドラゴンてれびくん（2021年）
  - ゼロワン Others 仮面ライダー滅亡迅雷（2021年）[35]
  - 仮面ライダーセイバー 深罪の三重奏（2022年）
  - てれびくん超バトルDVD 仮面ライダーリバイス コアラVSカンガルー!!結婚式のチューしんで愛をさけぶ!?（2022年）
  - 仮面ライダーギーツ ジャマト・アウェイキング（2024年）

### ネットムービー
- 仮面ライダーシリーズ
  - ネット版 仮面ライダー×スーパー戦隊 スーパーヒーロー大変 〜犯人はダレだ?!〜（2012年）
  - dビデオスペシャル 仮面ライダー4号（2015年）
  - 仮面ライダーアマゾンズ（2016年）
  - 仮面ライダージオウ スピンオフ RIDER TIME（2019年）
    - 仮面ライダージオウ スピンオフ PART1『RIDER TIME 仮面ライダーシノビ』 - 仮面ライダーハッタリ[2]
    - 仮面ライダージオウ スピンオフ PART2『RIDER TIME 仮面ライダー龍騎』

  - ドライブサーガ 仮面ライダーブレン（2019年）
  - 仮面ライダーセイバー スピンオフ 剣士列伝（2020年）
  - 仮面ライダーセイバー×ゴースト（2021年）
  - 仮面ライダースペクター×ブレイズ（2021年）
  - リバイスレガシー 仮面ライダーベイル（2022年）
  - 仮面ライダージャンヌ&仮面ライダーアギレラ withガールズリミックス（2022年）
  - ギーツエクストラ 仮面ライダーパンクジャック（2023年）
  - ギーツエクストラ 仮面ライダーゲイザー（2024年）
  - 仮面ライダー 令和のゴージャス運動会（2024年、YouTube） - 仮面ライダーアマゾン
  - 冥黒の黙示録 ラケシス（2025年）
- JAEオリジナル ショートムービー「華麗なる追跡 TARGET-標的-」（2015年） - 若手刑事B 役
- 機界戦隊ゼンカイジャー スピンオフ ゼンカイレッド大紹介！（2021年）
- 暴太郎戦隊ドンブラザーズVS暴太郎戦隊ドンブリーズ（2023年）
- 王様戦隊キングオージャー IN SPACE（2024年）

### 舞台
- JAPAN ACTION ENTERPRISE 第40期研修生卒業公演（2010年5月20日、板橋文化会館ホール） - 刑事 役
- ろくでなしBLUES（2010年12月4日 - 12日、天王洲銀河劇場） - アンサンブル
- ミュージカル「忍たま乱太郎」（2012年、シアターGロッソ） - セーフティー

### ヒーローショー
- 海賊戦隊ゴーカイジャー（2011年） - セーフティー
  - 「海賊戦隊ゴーカイジャー!シアターGロッソに現る!!」
  - 「全速前進!ゴーカイシルバー登場!!」
  - 「海賊パワー炸裂!宝島大決戦!!」
  - 「バスコ現る!空中都市真冬の大激突!!」
  - 「海賊集結!決めるぜファイナルウエーブ!!」
- 特命戦隊ゴーバスターズ（2012年） - ゴリサキ・バナナ、ビートバスター 役
  - 「特命戦隊ゴーバスターズ!シアターGロッソに現る!!」
  - 「緊急出動!ゴーバスターエース発進!!」
  - 「新戦士登場!ビート&スタッグ!!」
  - 「最強海賊現る!出動せよゴーバスターズ!!」
  - 「永遠のキズナ!ゴーバスターズラストミッション!!」
- 獣電戦隊キョウリュウジャー（2013年） - キョウリュウブルー 役
  - 「獣電戦隊キョウリュウジャー!シアターGロッソに現る!!」
  - 「雷鳴の勇者キョウリュウゴールド見参!!」
  - 「荒れるぜ!真夏のキョウリュウ大決戦!!」
  - 「メッチャ進化!Gロッソdeカーニバル!!」
  - 「決めるぜ!史上最強のブレイブフィニッシュ!!」
- 烈車戦隊トッキュウジャー（2014年） - トッキュウ2号 役
  - 「烈車戦隊トッキュウジャー!シアターGロッソに現る!!」
  - 「出発進行!夢のGロッソ号!!」
  - 「新戦士6号発進!炎の特急決戦!!」
  - 「俺が烈車になる!ハイパートッキュウ1号 出発進行!!」
  - 「最終列車がやってくる!輝けレインボーライン!!」
- 手裏剣戦隊ニンニンジャー（2015年）
  - 「手裏剣戦隊ニンニンジャー!シアターGロッソに現る!!」
  - 「あっしの出番!新戦士スターニンジャー参上!!」
  - 「最強忍者が暴れるぜ!真夏のニンジャ祭り!!」
- 宇宙戦隊キュウレンジャー（2017年）
  - 「宇宙戦隊キュウレンジャー!シアターGロッソに現る!!」
- 快盗戦隊ルパンレンジャーVS警察戦隊パトレンジャー
  - 「華麗なる新戦士!ルパンエックス・パトレンエックス!!」
- 爆上げ戦隊ブンブンジャー(2024年) - ブンレッド役
  - 「爆上げ戦隊ブンブンジャー！シアターGロッソに現る！！」

### CM
- シアターGロッソ ショーCM（2012年） - ゴリサキ・バナナ
- サントリー「チューハイ -196℃極キレ『揚げ物』」篇（2016年） - 女装 役[2]

### イベント
- 京楽 特別先行展示会（2011年、両国国技館） - セーフティー
- JAE NAKED LIVE「がんばろう 日本!」（2011年）
- JAE "春"プレミアムイベント ～Jump Up!～（2016年）